# Edgar Schlubach
Pour les articles homonymes, voir Schlubach.
Geert Edgar Terii-Ae-Tua Schlubach (24 juillet 1909 à Hambourg - 12 décembre 2003 à Eutin) est un architecte, scénographe et artiste du collage allemand.